# Santa Barbara Island Archeological District
Le Santa Barbara Island Archeological District est un district historique américain dans le comté de Santa Barbara, en Californie. Situé sur l'île Santa Barbara, dans le parc national des Channel Islands, il est inscrit au Registre national des lieux historiques depuis le 12 septembre 1979.